# Bundesamt für Eich- und Vermessungswesen
Het Bundesamt für Eich- und Vermessungswesen (BEV) is de overheidsinstelling die in Oostenrijk belast is met de kadastrale en topografische opmetingen. De BEV zetelt in Wenen.
De BEV is verantwoordelijk voor het bijhouden van alle kadastrale grenzen van percelen, voor het meten van hoogte- en laagtepunten en het vervaardigen van topografische kaarten (op schaal 1:50.000 (en op vergroting 1:25.000), 1:200.000 en 1:500.000) met bijbehorende luchtfoto's. De topografische kaarten, die constant worden aangepast, zijn naast in gedrukte vorm ook in digitale vorm, op cd-rom en op het internet, beschikbaar.